# Broască râioasă
Broaștele râioase sunt un număr de specii de amfibieni din ordinul Anura, caracterizate prin piele uscată, tare, picioare scurte și bot cu glandele parotoide.Se găsesc în păduri și câmpii.
Denumirea ei vine de la suprafața rugoasă a pielii, în care se află glande ce secretă o substanță toxică.

## Specii din România  și Republica Moldova
În România  și Republica Moldova trăiesc 2 specii: 
- broasca râioasă brună (Bufo bufo)
- broasca râioasă verde (Bufo viridis).

## Lista genurilor
Din familia broaștelor râioase fac parte 579 de specii, unificate în următoarele genuri:
- Adenomus (Cope, 1861)
- Altiphrynoides (Dubois, 1987)
- Anaxyrus (Holbrook, 1836)
- Andinophryne (Hoogmoed, 1985)
- Ansonia (Stoliczka, 1870)
- Atelophryniscus (McCranie, Wilson & Williams, 1989)
- Atelopus (Duméril & Bibron, 1841)
- Bufo (Laurenti, 1768)
- Bufoides (Pillai & Yazdani, 1973)
- Capensibufo (Grandison, 1980)
- Chaunus
- Churamiti (Channing & Stanley, 2002)
- Crepidophryne (Cope, 1889)
- Dendrophryniscus (Jiménez de la Espada, 1871)
- Didynamipus (Andersson, 1903)
- Duttaphrynus (Frost, et al., 2006)
- Frostius (Cannatella, 1986)
- Ingerophrynus Frost et al., 2006
- Laurentophryne (Tihen, 1960)
- Leptophryne (Fitzinger, 1843)
- Melanophryniscus (Gallardo, 1961)
- Mertensophryne (Tihen, 1960)
- Metaphryniscus (Señaris, Ayarzagüena & Gorzula, 1994)
- Nectophryne (Buchholz & Peters, 1875)
- Nectophrynoides (Noble, 1926)
- Nimbaphrynoides (Dubois, 1987)
- Oreophrynella (Boulenger, 1895)
- Osornophryne (Ruiz-Carranza & Hernández-Camacho, 1976)
- Parapelophryne (Fei, Ye & Jiang, 2003)
- Pedostibes (Günther, 1876)
- Pelophryne (Barbour, 1938)
- Pseudobufo (Tschudi, 1838)
- Rhaebo  (Cope, 1862)
- Rhamphophryne (Trueb, 1971) egalate cu genul Rhinella (Fitzinger, 1826)
- Schismaderma (Smith, 1849)
- Spinophrynoides (Dubois, 1987)
- Stephopaedes (Channing, 1979)
- Truebella (Graybeal & Cannatella, 1995)
- Werneria (Poche, 1903)
- Wolterstorffina (Mertens, 1939)